# Chromatophania distinguenda
Chromatophania distinguenda là một loài ruồi trong họ Tachinidae.